# Người Tù Ở Kavkaz (thơ)

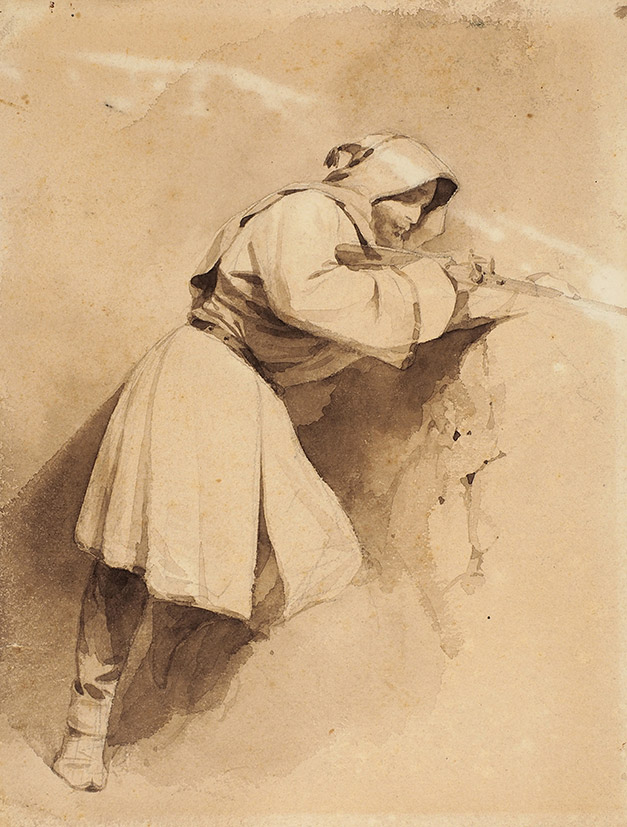
Tranh minh họa cho bài thơ "Người tù ở Kavkaz" của A. S. Pushkin, được vẽ bởi Alexei Chernyshev (1852).

Người Tù Ở Kavkaz (tiếng Nga: Кавказский пленник; Kavkázskiy plénnik ), còn được dịch là Bị giam ở Caucasus, là một bài thơ tự sự được viết bởi Alexander Pushkin vào các năm 1820–21 và được xuất bản vào năm 1822. Bài thơ này dành tặng cho người bạn của ông, tướng Nikolay Raevsky và được lấy cảm hứng từ thời gian sống lưu vong của nhà thơ ở Pyatigorsk. 
Bài thơ kể về một sĩ quan người Nga tên là Byronic, bị vỡ mộng với cuộc sống và quyết định bỏ trốn bằng cách tìm kiếm một cuộc phiêu lưu ở Kavkaz. Anh ta bị bắt bởi những người bộ lạc Circassian nhưng sau đó được cứu bởi một phụ nữ Circassian xinh đẹp. Đối với các chủ đề Lãng mạn và Phương Đông, việc sử dụng các chú thích học thuật và tài liệu dân tộc học đáng tin cậy của Pushkin đã khiến tác phẩm trở nên đáng tin cậy trong thời đại này. . Tác phẩm có ảnh hưởng lớn đến nhận thức phổ biến của người dân Caucasus vào thời đó.  Bài thơ vẫn là một trong những tác phẩm nổi tiếng nhất của Pushkin và thường được nhắc đến trong văn hóa đại chúng Nga, trong các bộ phim như hài kịch của Liên Xô như Bắt cóc, Phong cách da trắng.